# برنزهای لرستان

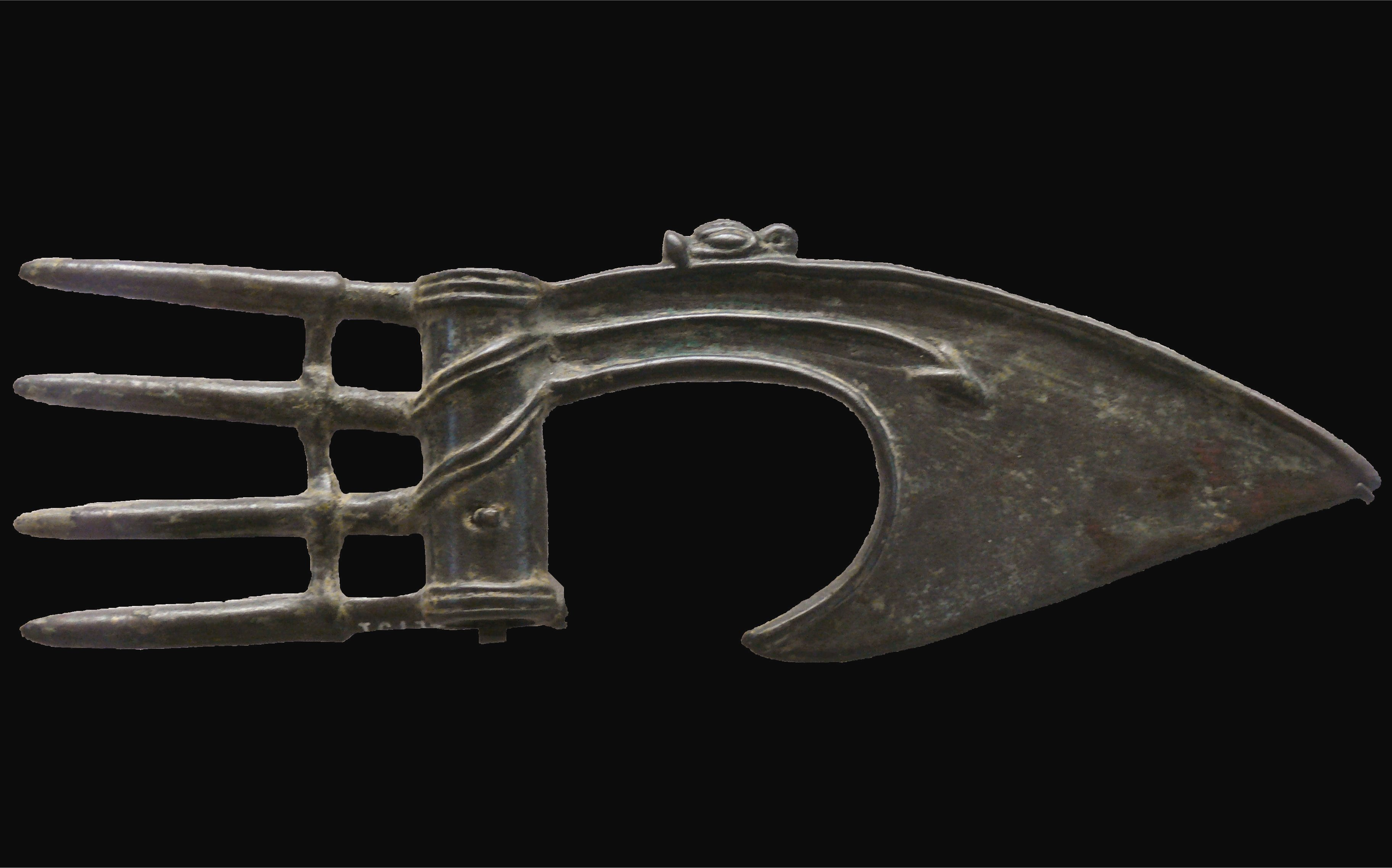
تبر طلا لرستان نگهداری در موزه لوور

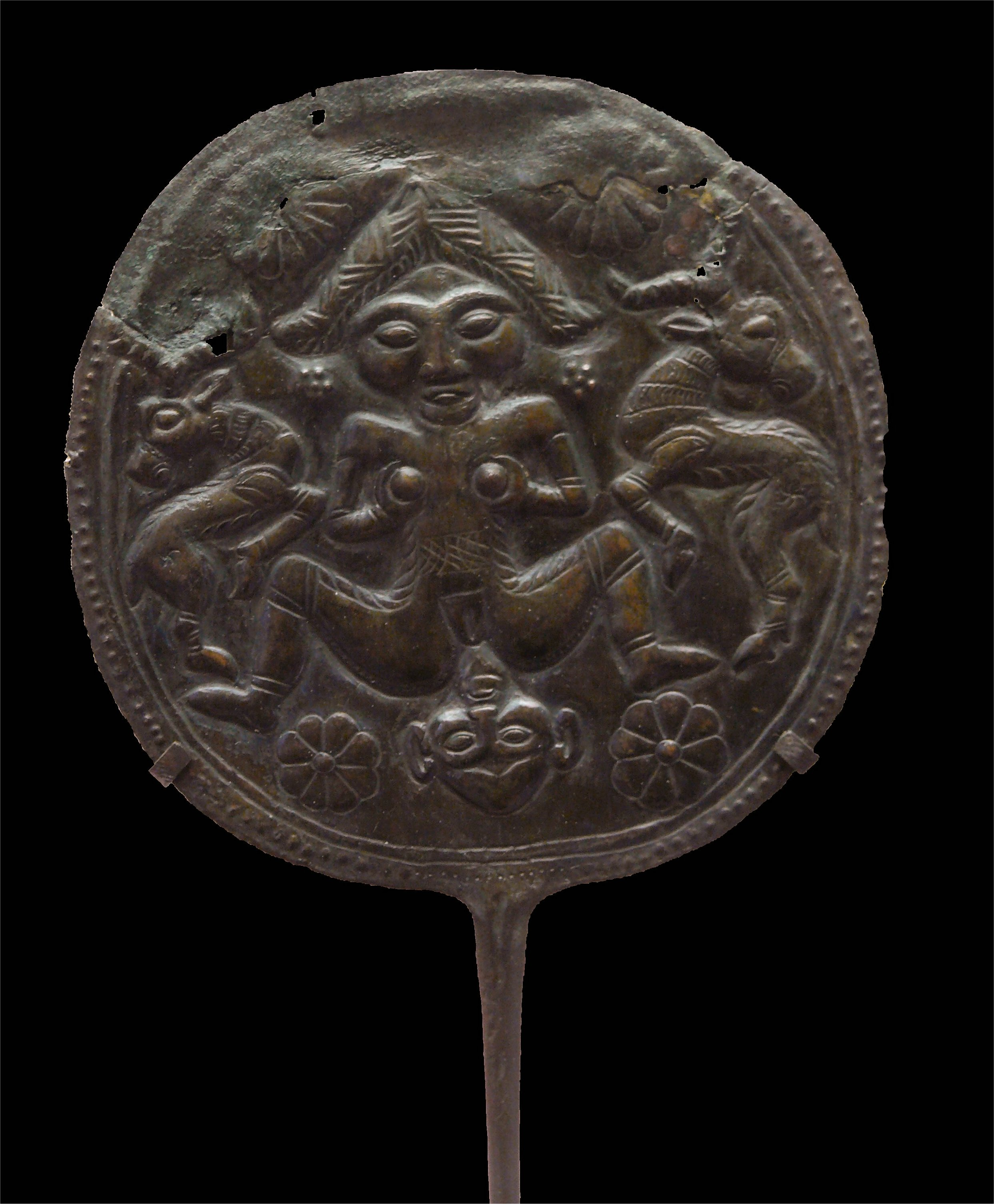
زنی در حال وضع حمل بین دو بز کوهی، برنز لرستان نگهداری در موزه لوور

برنزهای لرستان لفظ پذیرفته شده برای آثار فلزی تولید شده در نیمهٔ اول هزارهٔ اول قبل از میلاد است که مشخصهٔ آن داشتن گسترهٔ وسیعی از اشکال منحصر به فرد و مفهومی بسیار سبک وار، از نمادهای انسانی و حیوانی است. این برنزها را باید از مواد کاوش شده در لرستان، که به دوره‌های قدیمی تر تعلق دارد، و از موادی که به غلط به لرستان نسبت داده می‌شود، متمایز دانست. دسته‌های مختلف اشیای متعارف لرستان نوعاً شامل قالب‌های فلزی‌های تزیینی بالای در به شکل حیوان، نمادهای به شکل حیوان، افسار اسب، افسار حیوانات دیگر به شکل مخلوقات طبیعی یا تخیلی، سنجاق‌های دارای شکل، دشنه‌ها، دسته چاقو تیزکن و گردنبدها است. از اسلحه‌ها، می‌توان به شمشیرها، دشنه‌ها، تبرها، نیزه‌ها، تیردان‌ها و گرزها اشاره کرد. هم از مسگری و هم از ریخته‌گری استفاده شده‌است. در اشکال انسانی و حیوانی بسیار سبک‌وار، اتصالات حیوان‌وار روی سنجاق‌ها و گردنبندها و سلاح‌ها نقش مهمی دارند.